# Holkopgroefbij
De holkopgroefbij (Halictus eurygnathus) is een vliesvleugelig insect uit de familie Halictidae. De wetenschappelijke naam van de soort is voor het eerst geldig gepubliceerd in 1931 door Bluethgen.
Volgens sommige, maar niet alle, bronnen is H. eurygnathus een synoniem van Halictus compressus.